# Гарманов Максим Петрович
Макси́м Петро́вич Гарма́нов — старший лейтенант Збройних сил України, учасник російсько-української війни.

## Життєпис
У мирний час проживає в місті Дніпро. В складі 25-ї бригади брав участь у боях з весни 2014 по весну 2015. Воював за Авдіївку, Савур-могилу. Після того були бої за Дебальцеве і Вуглегірськ. Забезпечував коридор безпеки для відступу кіборгів із Донецького аеропорту.

## Нагороди
За особисту мужність, сумлінне та бездоганне служіння Українському народові, зразкове виконання військового обов'язку відзначений — нагороджений
- орденом «За мужність» III ступеня (3.11.2015).
- відзнакою «За оборону Савур-могили»